# Травник, Михал
Ми́хал Тра́вник (чеш. Michal Trávník; род. 17 мая 1994, Mutěnice) — чешский футболист, полузащитник клуба «Словацко». Выступал за сборную Чехии.

## Клубная карьера
Травник — воспитанник клуба «Словацко». 18 марта 2012 года в матче против «Динамо» из Ческе-Будеёвице он дебютировал в Первой лиге. 10 мая 2014 года в матче против «Зноймо» Михал забил свой первый гол за «Словацко».
Летом 2015 года Травник перешёл в «Яблонец». 25 июля в матче против «Пршибрама» он дебютировал за новую команду. 14 марта 2017 года в поединке против «Градец-Кралове» Михал забил свой первый гол за «Яблонец».

## Международная карьера
В 2011 году в составе юношеской сборной Чехии Михал принял участие в юношеском чемпионате мира в Мексике. На турнире он сыграл в матчах против США, Новой Зеландии и Узбекистана.
В 2015 году в составе молодёжной сборной Чехии Травник принял участие в домашнем молодёжный чемпионат Европы. На турнире он сыграл в матчах против сборных Дании, Сербии и Германии.
В 2017 году в составе молодёжной сборной Чехии Травник принял участие в молодёжном чемпионата Европы в Польше. На турнире он сыграл в матчах против команд Германии, Италии и Дании. В поединке против итальянцев Михал забил гол.
23 марта 2018 года дебютировал за главную сборную страны, в товарищеском матче против сборной Уругвая, выйдя на замену на 76-й минуте. Матч закончился поражением чехов 0:2.

## Статистика выступлений за сборную
| Матчи Михала Травника за сборную Чехии | Матчи Михала Травника за сборную Чехии | Матчи Михала Травника за сборную Чехии | Матчи Михала Травника за сборную Чехии | Матчи Михала Травника за сборную Чехии | Матчи Михала Травника за сборную Чехии | Матчи Михала Травника за сборную Чехии |
| -------------------------------------- | -------------------------------------- | -------------------------------------- | -------------------------------------- | -------------------------------------- | -------------------------------------- | -------------------------------------- |
| №                                      | Дата                                   | Оппонент                               | Счёт                                   | Голы                                   | Соревнование                           |                                        |
| 1                                      | 23 марта 2018                          | Уругвай                                | 0:2                                    | -                                      | Товарищеский турнир                    |                                        |
| 2                                      | 26 марта 2018                          | Китай                                  | 4:1                                    | -                                      | Товарищеский турнир                    |                                        |
| 3                                      | 6 июня 2018                            | Нигерия                                | 1:0                                    | -                                      | Товарищеский матч                      |                                        |
| 4                                      | 10 сентября 2018                       | Россия                                 | 1:5                                    | -                                      | Товарищеский матч                      |                                        |
| 5                                      | 15 ноября 2018                         | Польша                                 | 1:0                                    | -                                      | Товарищеский матч                      |                                        |

## Достижения
«Спарта»
- Обладатель Кубка Чехии: 2019/20